# Урсаис, Исмаэль
Исмаэль Урсаис Аранда (исп. Ismael Urzaiz Aranda; родился 7 октября 1971 года, Тудела) — испанский футболист баскского происхождения, нападающий. Воспитанник клуба «Реал Мадрид», за который не сыграл ни одного матча. Известность приобрёл в клубе «Атлетик Бильбао», за который провёл 367 матчей и забил 116 голов в чемпионате Испании. Сыграл 25 матчей и забил 8 голов за национальную сборную Испании, также выступал за сборную команду Страны Басков. Участник Чемпионата Европы 2000 года. Последним клубом игрока был амстердамский «Аякс». В 2008 году завершил карьеру футболиста.

## Клубная карьера

### Реал Мадрид
Исмаэль родился в городе Тудела, Испания. Является воспитанником мадридского Реала. В 1989 году дебютировал за Реал Мадрид Кастилья в Сегунде. Несмотря на то, что Исмаэль успешно выступал за испанские молодежные сборные на международных турнирах, он не сыграл ни одной игры в Ла Лиге в первой команде «сливочных» (впрочем, в действительности он сыграл одну игру против «Оденсе», в сезоне 1990/91 в Кубке европейских чемпионов).